# Edgarita
L'edgarita és un mineral de la classe dels sulfurs. Rep el nom per Alan D. Edgar (1935-1998), professor de petrologia de la Universitat d'Ontario Occidental, al Canadà, en reconeixement de les seves contribucions en l'estudi de les roques alcalines i els seus equivalents sintètics.

## Característiques
L'edgarita és un sulfur de fórmula química FeNb₃S₆. Va ser aprovada com a espècie vàlida per l'Associació Mineralògica Internacional l'any 1995. ristal·litza en el sistema hexagonal. La seva duresa a l'escala de Mohs es troba entre 2 i 2,5.
Segons la classificació de Nickel-Strunz, l'edgarita pertany a «02.DB: Sulfurs metàl·lics, M:S = 2:3» juntament amb els següents minerals: antimonselita, bismutinita, guanajuatita, metastibnita, pääkkönenita, estibina, ottemannita, suredaïta, bowieïta, kashinita, montbrayita, tarkianita i cameronita.

## Formació i jaciments
Va ser descoberta al mont Kaskasnyunchorr, que es troba al massís de Khibini, a l'óblast de Múrmansk (Rússia). Es tracta de l'únic indret on ha estat descrita aquesta espècie mineral.